# Хазел Атасевер
Хазел Атасевер (на турски: Hazel Atasever) е турска актриса и модел.

## Биография
Хазел Атасевер е родена на 23 май 1989 година в България.

## Филмография
| Година | Филм                   | Роля  |        |
| ------ | ---------------------- | ----- | ------ |
| 2007   | Gemilerde Talim Var    | Деря  | Сериал |
| 2007   | Neşeli Gençlik         | Пелин |        |
| 2009   | İstanbul'da Aşık Oldum | Йелда | Сериал |